# Кубок України з футболу серед жінок 2023—2024
Кубок України з футболу серед жінок 2023 — ювілейний 30-й розіграш Кубка України серед жінок. Так як через російську агресію попередній сезон не проводився, розіграш трофею пройшов у один календарний рік. У турнірі взяли участь 16 команд, з яких 12 клубів були представники Вищої ліги та 4 колективи Першої ліги. Володарем трофею стала полтавська «Ворскла».

## Учасники
| Команда       | Населений пункт | Ліга       |
| ------------- | --------------- | ---------- |
| «Атекс»       | Київ            | перша ліга |
| «Минай»       | Минай           | перша ліга |
| «Полісся»     | Житомир         | перша ліга |
| «Сістерс»     | Одеса           | перша ліга |
| «Верес»       | Рівне           | вища ліга  |
| «Ворскла»     | Полтава         | вища ліга  |
| «Динамо»      | Київ            | вища ліга  |
| «Дніпро-1»    | Дніпро          | вища ліга  |
| «ЕМС-Поділля» | Вінниця         | вища ліга  |
| «Житлобуд-1»  | Харків          | вища ліга  |
| «Колос»       | Ковалівка       | вища ліга  |
| «Кривбас»     | Кривий Ріг      | вища ліга  |
| «Ладомир»     | Володимир       | вища ліга  |
| «Маріуполь»   | Маріуполь       | вища ліга  |
| «Пантери»     | Умань           | вища ліга  |
| «Шахтар»      | Донецьк         | вища ліга  |

## Матчі

### 1/8 фіналу
| Команда 1    | Рахунок | Команда 2     |
| ------------ | ------- | ------------- |
| «Атекс»      | 0:30    | «Ворскла»     |
| «Маріуполь»  | 0:5     | «Ладомир»     |
| «Сістерс»    | 0:2     | «Колос»       |
| «Шахтар»     | 9:0     | «ЕМС-Поділля» |
| «Пантери»    | 0:3     | «Динамо»      |
| «Полісся»    | 0:16    | «Дніпро-1»    |
| «Житлобуд-1» | 1:0     | «Верес»       |
| «Минай»      | 0:6     | «Кривбас»     |

### Чвертьфінали
| Команда 1    | Рахунок        | Команда 2  |
| ------------ | -------------- | ---------- |
| «Динамо»     | 0:2            | «Дніпро-1» |
| «Ладомир»    | 1:3            | «Ворскла»  |
| «Шахтар»     | 1:2            | «Колос»    |
| «Житлобуд-1» | 1:1 (пен. 2:4) | «Кривбас»  |

### Півфінали
| Команда 1 | Рахунок  | Команда 2  |
| --------- | -------- | ---------- |
| «Кривбас» | 2:1 (дч) | «Колос»    |
| «Ворскла» | 5:1      | «Дніпро-1» |

## Фінал
| 25 листопада 2023 14:00 |

| «Кривбас» ( Кривий Ріг ) | 0 – 2 | «Ворскла» ( Полтава )      |
| ------------------------ | ----- | -------------------------- |
|                          |       | Вероніка Андрухів 40', 47' |

| стадіон «Скіф», Львів Арбітр: Софія Причина |

| 12               | Україна     | Дар'я Келюшик          |  |
| 20               | Камерун     | Амарієль Сонкенг       |  |
| 99               | Україна     | Леся Ольхова           |  |
| 2                | Кот-д'Івуар | Фату Кулібалі 37', 81' |  |
| 22               | Україна     | Ольга Басанська        |  |
| 98               | Україна     | Даяна Семків           |  |
| 33               | Вірменія    | Крістіне Алексанян     |  |
| 74               | Єгипет      | Алі Махіра             |  |
| 7                | Україна     | Віолетта Тан           |  |
| 27               | Кенія       | Синтія Мусунгу         |  |
| 88               | Україна     | Діана Бєлякова         |  |
| Заміни:          |             |                        |  |
| 15               | Україна     | Анна Іванова           |  |
| 18               | Україна     | Анна Авраменко         |  |
| Резерв:          |             |                        |  |
| 23               | КНР         | Менгді Жу              |  |
| 31               | Україна     | Вікторія Петровець     |  |
| 17               | Україна     | Анастасія Жигадло      |  |
| 11               | Україна     | Анна Стекольщикова     |  |
| 6                | Україна     | Любов Могза            |  |
| Головний тренер: |             |                        |  |
| Костянтин Фролов |             |                        |  |

| 23               | Україна  | Катерина Самсон    |  |
| 19               | Україна  | Марина Шайнюк      |  |
| 5                | Україна  | Вероніка Андрухів  |  |
| 10               | Україна  | Яна Калініна       |  |
| 11               | Україна  | Ніколь Козлова     |  |
| 17               | Україна  | Катерина Корсун    |  |
| 4                | Україна  | Яна Котик          |  |
| 16               | Україна  | Ірина Котяш        |  |
| 20               | Вірменія | Ольга Осіпян       |  |
| 25               | Україна  | Анна Петрик        |  |
| 29               | Україна  | Ірина Подольська   |  |
| Заміни:          |          |                    |  |
| 3                | Україна  | Аня Давиденко      |  |
| 22               | Україна  | Роксолана Кравчук  |  |
| 9                | Україна  | Вікторія Радіонова |  |
|                  | Україна  | Аліна Савка        |  |
| Резерв:          |          |                    |  |
| 71               | Україна  | Дарина Бондарчук   |  |
| 18               | Україна  | Алла Герасимчук    |  |
| 8                | Україна  | Таїсія Бабенко     |  |
| 15               | Україна  | Каріна Войт        |  |
| Головний тренер: |          |                    |  |
| Наталія Зінченко |          |                    |  |

## Найкращі бомбардирки
| Місце | Гравець           | Клуб                | Голи |
| ----- | ----------------- | ------------------- | ---- |
| 1     | Вероніка Андрухів | «Ворскла» Полтава   | 11   |
| 2     | Ольга Осіпян      | «Ворскла» Полтава   | 7    |
| 3     | Ніколь Козлова    | «Ворскла» Полтава   | 7    |
| 4     | Яна Калініна      | «Ворскла» Полтава   | 5    |
| 5     | Вікторія Гірин    | «Ладомир» Володимир | 5    |